# Durophagie

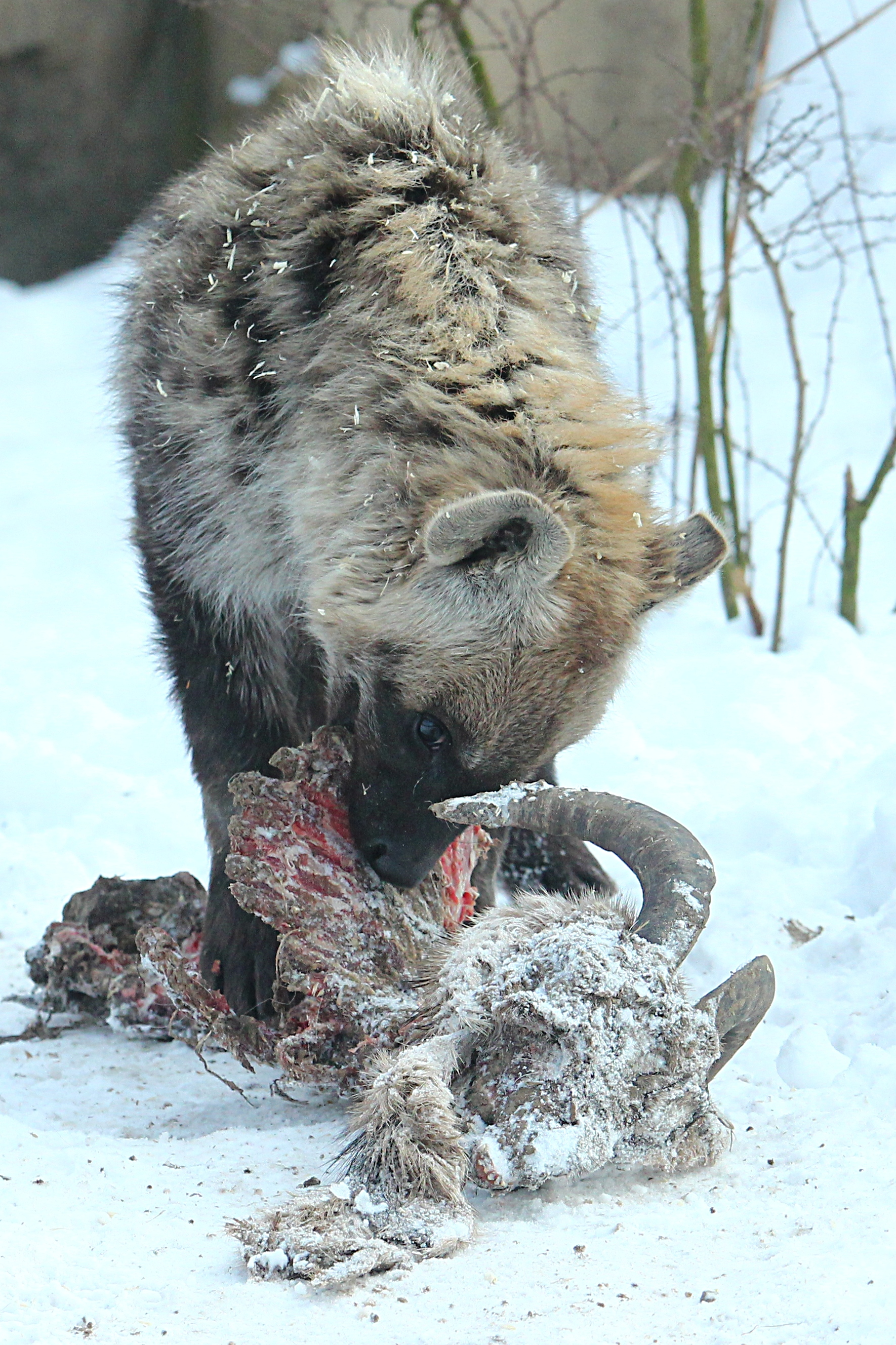
Une hyène se nourrissant des os d'une carcasse de chèvre.

La durophagie est le comportement alimentaire des animaux qui se nourrissent de matériaux durs nécessitant d'être broyés ou brisés pour être digérés ou pour en extraire un contenu. Ce terme est employé pour décrire des animaux se nourrissant d'organismes portant un exosquelette dur, comme ceux se nourrissant de coraux, de mollusques ou de crabes, ou pour décrire des animaux se nourrissant de parties dures d'un organisme, comme des os. Il est aussi employé pour décrire des animaux se nourrissant de bambou en le broyant. On retrouve des espèces durophages chez les poissons, mais également chez les Squamates, les Tortues, les Chondrichthyens, les Placodontes, les Carnivora, ainsi que chez certains  invertébrés[réf. souhaitée].
Certaines adaptations sont communes chez les espèces durophages, telles que des dents émoussées et solides et une hypertrophie musculaire de la mâchoire. Ces adaptations permettent de réaliser une morsure puissante capable de briser les aliments, et de résister aux contraintes physiques liées à ce mode d'alimentation. Ces adaptations phénotypiques apportent un avantage compétitif aux espèces durophages, leur garantissant un accès exclusif à des ressources alimentaires plus diversifiées, et ce plus tôt durant leur développement. Les espèces avec une force de morsure plus élevée ont également besoin de moins de temps pour consommer certaines proies. Une force de morsure plus grande peut augmenter le taux net d'apport énergétique lors de la recherche de nourriture, et améliorer la valeur sélective des espèces durophages.

## Chez les poissons
De nombreux poissons présentent un comportement durophage, notamment les balistes, certains téléostéens et certains cichlidés.

### Balistes
Les balistes ont des mâchoires qui contiennent une rangée de quatre dents de chaque côté, la mâchoire supérieure contenant un ensemble supplémentaire de six dents pharyngées en forme de plaque. La mâchoire des balistes n'est pas protrusible. Les muscles adducteurs de la mâchoire sont élargis pour augmenter la puissance de leur morsure. Ces adaptations leur permettent de briser la coquille et les piquants de leurs proies.

### Téléostéens
Les téléostéens écrasent les proies dures avec leurs mâchoires pharyngiennes. Ces mâchoires pharyngiennes vont ensuite amener leur proie dans leur œsophage. Chez les acanthoptérygiens, les mâchoires pharyngiennes sont plus puissantes, les cératobranchiaux gauche et droit ayant fusionnés pour devenir une seule mâchoire inférieure, et les pharyngobranchiaux ayant fusionnés pour créer une grande mâchoire supérieure qui s'articule au neurocrâne. Ils ont également développé un muscle pharyngien hypertrophié pour écraser leurs proies à l'aide des dents pharyngiennes molariformes. Ces adaptations permettent la consommation de proies à carapace dure,.

### Cichlidés
Les cichlidés écrasent les coquilles de mollusques pour exposer les parties molles de la proie aux sucs digestifs, ou pour retirer les parties molles de la coquille.
Certaines espèces écrasent les coquilles à l'aide de leurs os pharyngiens élargis et très épaissis. Ces os ont des dents à couronne plate, permettant de broyer la nourriture contre les os dorsaux, tirés par des muscles puissants. Les mâchoires sont moins modifiées car elles servent uniquement à ramasser des objets relativement gros,.
La deuxième méthode utilisée par les cichlidés consiste à écraser les coquilles de mollusques entre de puissantes mâchoires armées de dents adaptées. Les cichlidés possèdent des mâchoires courtes et larges armées d'une rangée extérieure de dents relativement peu nombreuses, solides et coniques, puis de plusieurs rangées intérieures de dents plus fines, également coniques. A ces caractéristiques s'ajoutent un raccourcissement du crâne, et le développement de muscles adducteurs mandibulaires particulièrement puissants. Pour se nourrir le poisson fait protubérer ventralement sa mâchoire afin de saisir les mollusques avec. Les mâchoires se rétractent ensuite rapidement pour que leurs dents dures écrasent la coquille du mollusque. Les mouvements de morsures sont alors répétés. Les fragments de la coquille sont recrachés et le corps mou est avalé,.

## Chondrichtyens
Au sein des chondrichtyens, les requins dormeurs (Heterodontidae), les requins-marteau tiburo (Sphyrna tiburo), certaines raies (Myliobatidae) et les chimères (Holocephali) présentent un comportement durophage. Ils disposent d'adaptations pour permettre cela, notamment de grosses dents aplaties, des muscles adducteurs de la mâchoire hypertrophiés et des mâchoires robustes pour se nourrir de proies dures telles que des crustacés et des mollusques. Les requins qui écrasent leurs proies ont soit des dents avec de petites cuspides basses et arrondies, soit des dents molariformes. Les dents molariformes sont légèrement arrondies et dépourvues de cuspides. Ces requins ont de nombreuses dents par rangée.

### Requins dormeurs
Les Requins dormeurs ont des dents molariformes. Leurs dents antérieures sont pointues et servent à saisir leurs proies tandis que leurs dents postérieures sont molariformes et servent à les écraser. Ces dents postérieures sont émoussées et solides. Leur mâchoire est puissante. Les Requins dormeurs se nourrissent principalement de patelles, de bivalves et de crabes,.

### Requin-marteau tiburo
Le Requin-marteau Tiburo (Sphyrna tiburo) se nourrit de crabes, de crevettes et de poissons. Ils sont placés entre ses dents molariformes où ils sont écrasés. Cette espèce utilise ensuite la succion pour transporter ses proies vers l'œsophage pour les avaler. En combinant des caractéristiques durophages avec des schémas moteurs modifiés, les Requins-marteaux Tiburo peuvent s'attaquer à des animaux à exosquelette dur. Cette caractéristique d'écrasement des proies se distingue de la simple morsure présentée par les autres élasmobranches. Bien que les Requins-marteaux Tiburo se nourrissent presque exclusivement de crabes, ils ont la même structure dentaire que les requins dormeurs.

### Chimères
Les chimères (Holocephali) ont des dents pavées, c'est-à-dire des dents plates, de forme hexagonale et interconnectées pour former une plaque uniforme. La force des muscles adducteurs de la mâchoire est amplifiée par la présence de mâchoires cartilagineuses renforcées et calcifiées, d'entretoises calcifiées à l'intérieur des mâchoires et d'un système de « casse-noix » à levier. La fusion du palatocarré et de la symphyse mandibulaire, une ouverture restreinte et une activation asynchrone des adducteurs de la mâchoire sont des éléments clés du système en « casse-noix ». Les chimères utilisent leurs dents pavées pour broyer des mollusques, des gastéropodes et des crabes.

### Myliobatidae
Les Myliobatidae sont des raies pélagiques aux nageoires pectorales larges et puissantes. Elles se nourrissent de mollusques et possèdent des dentitions adaptées au broyage. Les dentitions des Myliobatidae durophages présentent plusieurs spécialisations au niveau des mâchoires et des dents liées à leur alimentation. Les mâchoires cartilagineuses sont renforcées par des entretoises calcifiées (trabécules) et les symphyses palatocarré et mandibulaire sont fusionnées. Des ligaments solides reliant les mâchoires supérieure et inférieure limitent l’ouverture de la mâchoire. Les muscles adducteurs puissants peuvent être activés de manière asynchrone,.

#### Raies Léopards (Aetobatus narinari) et Raies à nez de vache (Rhinoptera javanica)

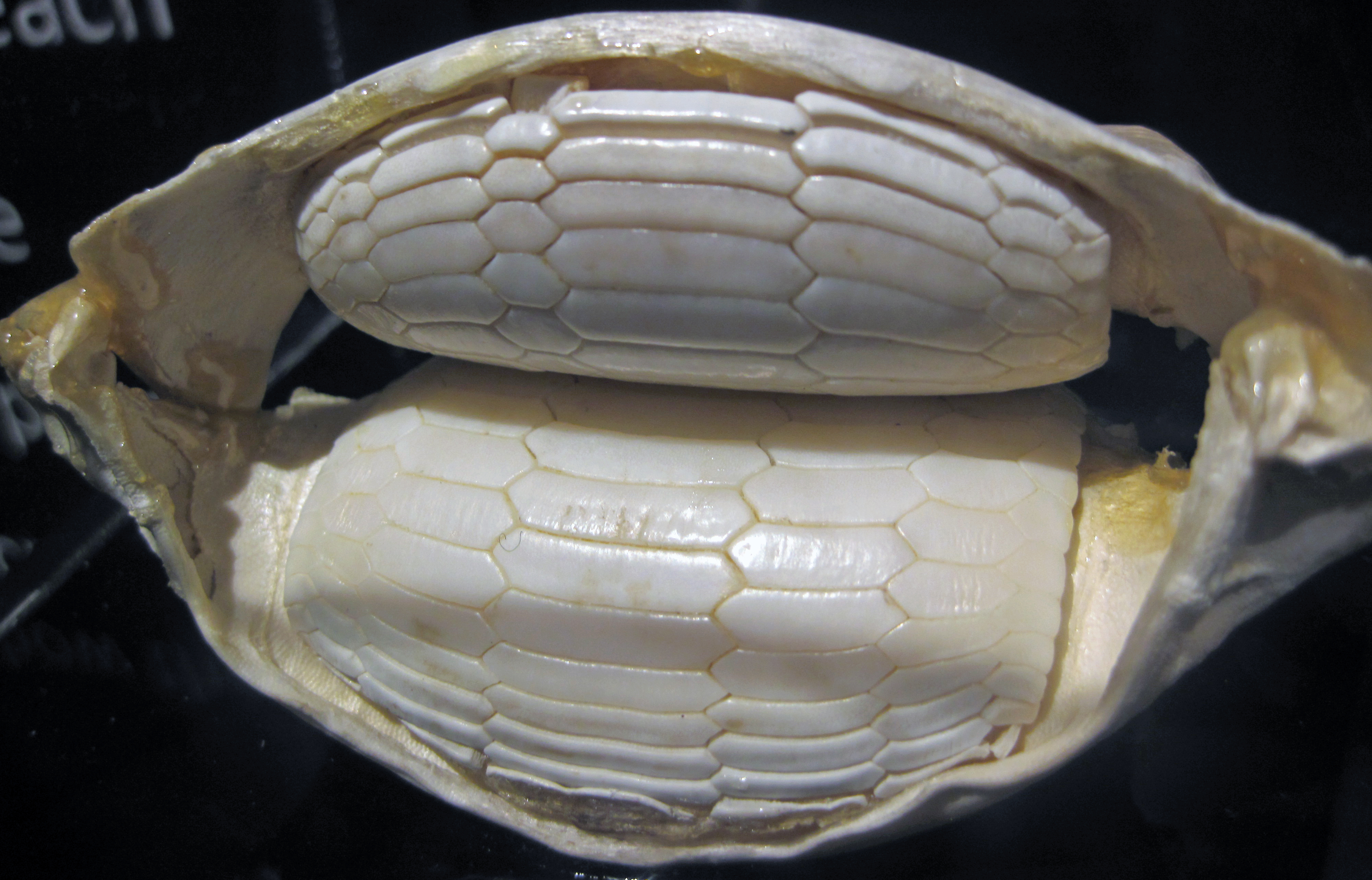
Mâchoires et dents de Rhinoptera bonasus (mourine américaine)

Chez les Raies Léopards (Aetobatus narinari) et les Raies à nez de vache (Rhinoptera javanica), les dents sont hexagonales et sont disposées en files antéropostérieures étroitement serrées les unes contre les autres en un réseau alterné pour former un pavement presque sans espace, semblable à l'organisation trouvée chez les chimères. Les dents sont recouvertes d'une couche d'émailoïde. Le revêtement dentaire est stabilisé par des surfaces verticales qui portent des crêtes et des rainures interconnectées avec celles des dents voisines. Ces raies utilisent leurs dents pavées pour broyer des mollusques, des gastéropodes et des crabes. Les Raies à nez de vache capturent leurs proies en les aspirant. Elles ouvrent et ferment leurs mâchoires rapidement pour générer des mouvements d'eau qui aspirent la proie enfouie.

#### MyliobatisetAetobatus
Chez Myliobatis et Aetobatus, les crêtes antéropostérieures de la plaque basale s'étendent à partir du bord postérieur de la dent et celles-ci s'entrelacent avec celles de la dent suivante. Elles forment également une étagère sur laquelle repose le corps de la dent voisine. La dentition de Myliobatis californica est constituée d'une série de sept rangées de dents écrasantes. La plaque hexagonale centrale est très large, occupant environ la moitié de la largeur de la surface occlusale, et elle est flanquée de trois files latérales de dents plus petites de chaque côté, la plus externe étant pentagonale. La surface d'écrasement formée par les dents de la mâchoire supérieure est plus courbée que celle de la mâchoire inférieure.

## Chez les oiseaux
Les oiseaux limicoles consomment généralement des bivalves et des escargots qui sont pauvres en chitine, mais la coquille en carbonate de calcium représente une grande partie de leur poids. Les bivalves et les escargots sont largement consommés entiers par les canards et les échassiers. Les molluscivores qui avalent des escargots ou des bivalves entiers possèdent de gros gésier bien modularisés pour écraser les robustes coquilles. 
Le gésier des Bécasseaux à col roux et des Bécasseaux maubèches est plus de dix fois plus gros que le proventricule. La taille du gésier est adaptable chez ces limicoles, s'atrophiant lorsque des aliments mous comme des vers sont consommés et augmentant en taille et en musculature à la suite d'une consommation prolongée d'escargots ou de bivalves. La production de chitinase permet l'hydrolyse de la chitine des mollusques par ces oiseaux.

## Chez les Carnivora
Chez les Carnivora, il existe deux comportements durophages courants : celui des animaux capables de broyer les os des carcasses, comme les hyènes et les borophaginés, et celui des animaux se nourrissant de bambou comme les panda géants et les panda roux. Ces deux comportements ont développé une morphologie crânienne similaire. Leur crâne antérieur est surélevé et en forme de dôme, les zones sur lesquels les muscles masticateurs sont fixés sont élargies, les prémolaires sont élargies et leur émail dentaire est renforcé. Les mangeurs de bambou ont tendance à avoir des mandibules plus grandes, tandis que les mangeurs d'os ont des prémolaires plus sophistiquées. Les Loutres de mer sont également durophages.

### Loutres de mer (Enhydra lutris)
Les Loutres de mer se nourrissent surtout d'invertébrés benthiques, en particulier d'oursins, de gastéropodes, de bivalves et de crustacés. Une fois la proie capturée, les loutres utilisent leurs mâchoires puissantes et leurs dents acérées pour consommer rapidement leur proie. Ils ingèrent les crustacés avec leurs carapaces. Leurs canines servent à tuer leurs proies, tandis que leurs molaires peuvent écraser les coquilles des mollusques.
Les molaires de la Loutre de mer sont larges, plates et multicuspidées et ses carnassières sont également adaptées pour écraser des proies. Les muscles temporal et masséter sont bien développés, créant une force de morsure élevée. Les dents sont très larges et les carnassières sont fortement molarisées. Les proies capturées sont manipulées avec les pattes antérieures ou sont maintenues temporairement dans des poches cutanées sous les aisselles. Pour les proies trop grosses ou à carapace trop lourde pour être entre les mâchoires, les loutres utilisent des outils, brisant des oursins et des moules avec une pierre utilisée comme enclume. Les adultes peuvent écraser la plupart de leurs aliments, mais les jeunes n’ont pas encore développé des mâchoires suffisamment puissantes. Les jeunes loutres ont donc besoin de l’aide d’une pierre,.

### Panda géant

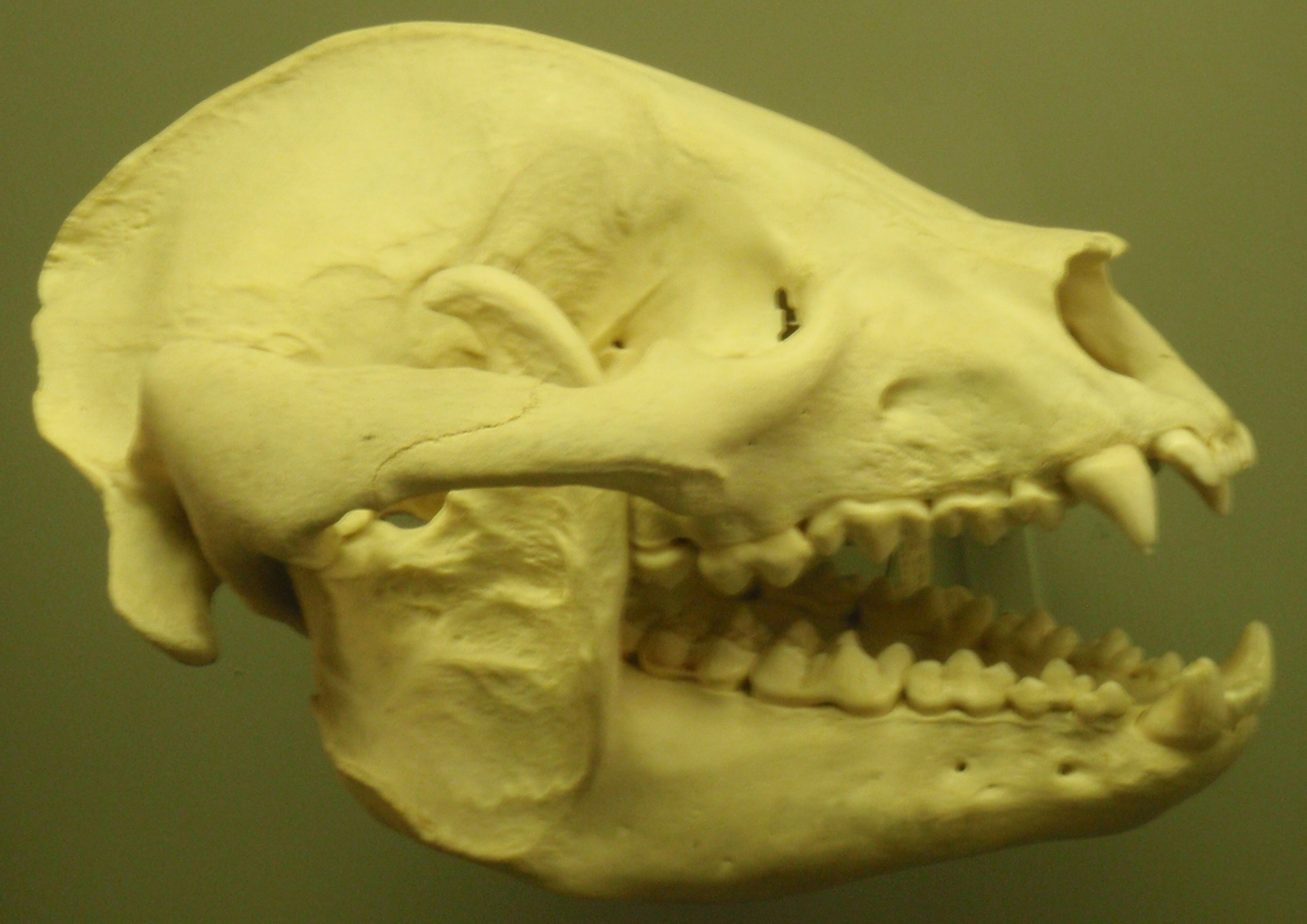
Crâne de Panda géant.

Le Panda géant est principalement herbivore malgré son tube digestif court et relativement peu spécialisé, plutôt caractéristique des carnivores. Contrairement à la plupart des herbivores, les pandas géants n'utilisent pas de microbiote dans leur rumen ou leur caecum pour digérer la cellulose et la lignine présente dans la paroi pectocellulosique des plantes. Par conséquent, les pandas géants doivent plutôt tirer leurs nutriments du contenu cellulaire et de la fraction d’hémicellulose qu’ils peuvent décomposer. Les mâchoires des pandas géants est adaptée à la consommation de bambou. Leurs molaires sont larges, plates et multicuspides et constituent la principale surface de meulage. L’action de la mâchoire n’est pas un simple écrasement mais plutôt un broyage latéral. Les mâchoires du panda possèdent un muscle zygomatico-mandibulaire large, responsable du mouvement latéral de la mâchoire. La fosse mandibulaire est très profonde, empêchant les mouvements d'avant en arrière de la mâchoire.
Le bambou représente une source alimentaire prévisible et abondante selon les saisons. Les pandas sont capables d'en subsister malgré sa faible teneur nutritive. Pour ce faire, les pandas déplacent de grandes quantités de nourriture dans le tube digestif en peu de temps. Ils réduisent également leurs dépenses énergétiques en se reposant et en restant actifs uniquement pour se nourrir. Ils n'ont pas de période d'hibernation, ce qui leur permet de se nourrir tout au long de l'année.

### Hyénidés
Chez les hyenidés, la consommation d'os semble être associée à des dents solides. En effet, écraser des os nécessite une plus grande force de morsure et augmente le risque de fracture de la dent. Chez les hyénidés, les carnassières sont légèrement moins coupantes que celles des félidés. Les adaptations permettant de broyer des os concernent principalement les prémolaires. Les cuspides antérieures et postérieures sont réduites et la cuspide centrale agrandie et élargie, de sorte que la dent prenne la forme d'un marteau conique. Des muscles forts sont également nécessaires pour écraser des os, et l'attache temporale sur le crâne est élargie par une forte crête sagittale. Des dents lourdes en forme de marteau et des muscles de la mâchoire extrêmement puissants permettent aux hyènes de casser des os plus gros que ne le peuvent les autres carnivores, tandis que leurs carnassières coupantes peuvent découper les peaux et les tendons,.

### Carcajou (Gulo gulo)
Le carcajou a des mâchoires extrêmement puissantes, ce qui, en association à ses habitudes de charognard, lui ont valu le surnom de « hyène du nord ». Le carcajou est un charognard efficace, capable de briser des os lourds et présente les mêmes adaptations au niveau de la mâchoire que les hyènes. La crête sagittale s'étend bien au-dessus de la zone d'attache des muscles du cou et loin derrière le niveau des condyles pour fournir des attaches très larges aux muscles temporaux, permettant une force de morsure élevée.

### Canidés
Plusieurs genres de Canidés aujourd'hui éteints présentent des adaptations morphologiques qui indiquent un comportement durophage. C'est le cas des Borophagus et des Epicyon. Leur muscle temporal est large et leurs prémolaires sont hypertrophiées, ce qui les aidait à broyer les os de leurs proies. Leur gueule est plus courte que celle des autres canidés, leur crâne est plus robuste avec un front en forme de dôme, leur permettant de résister aux stress mécaniques liés à la durophagie. Ces adaptations rend leur morphologie similaire à celle des hyènes, ce qui semble indiquer une convergence évolutive entre ces genres, et donc des modes de vie similaires. Ces canidés étaient des durophages occasionnels, capable de manger les parties dures des carcasses laissées derrière par d'autres prédateurs et nécrophages.

## Chez les primates
Toutes les espèces de Cercocebus semblent être durophages. L'émail de leurs molaires est relativement épais, leurs prémolaires sont élargies, et leurs molaires sont aplaties, des adaptations dentaires utiles pour le traitement des aliments durs. Leur régime alimentaire est constitué de graines de Sacoglottis gabonensis. Ces graines peuvent rester au sol pendant des mois sans pourrir.

## Chez les squamates
Chez les squamates, des comportements durophages ont été observés chez plusieurs espèces. Le Varan du Nil a une alimentation en partie composée de gastéropodes, de bivalves et de crustacés. Sa dentition est adaptée pour écraser ses proies : ses dents sont larges et molariformes. Le Lézard-caïman possède des adaptations anatomiques similaires au Varan du Nil au niveau de sa dentition, ce qui lui permet de se nourrir de gastéropodes. Certains Amphisbaenidae présentent aussi des adaptations leur permettant d'écraser la coquille de gastéropodes. Amphisbaena ridleyi possèdent des dents arrondies et un processus coronoïde de la mandibule élargis permettant des plus grands muscles abducteurs.

## Chez les tortues
Plusieurs espèces de tortues sont durophages, surtout des Chéloniidés, ce qui leur permet d'écraser les coquilles des mollusques, les piquants des Échinoïdes et l'exosquelette des Cirripèdes. Parmi ces tortues durophages, on retrouve Caretta caretta, les Tortues de Kemp, mais aussi des espèces disparues comme les Cabindachelys landanensis. Le bec des tortues ne présentent pas de dents, mais est couvert d'une surface cornée kératineuse. La kératine n'étant pas aussi dure que l'émaille des animaux à dents, les tortues durophages présentent des adaptations différentes. Leur bec est minéralisé et présente du soufre pour en augmenter la dureté.
On observe également un comportement durophage chez Sternotherus minor. Des adaptations ontogénétiques telles qu'une augmentation de la taille des adducteurs de la mâchoire lui permettent d'utiliser une morsure plus puissante capable d'écraser les coquilles de gastéropodes, et ce à un stade moins avancé de développement.